# Aguriahana dubia
Aguriahana dubia är en insektsart som beskrevs av Irena Dworakowska 1972. Aguriahana dubia ingår i släktet Aguriahana och familjen dvärgstritar.
Artens utbredningsområde är Nepal. Inga underarter finns listade i Catalogue of Life.